# Silent Treatment
Silent Treatment är det andra studioalbumet av den polska sångerskan Pati Yang, utgivet den 1 oktober 2005 på EMI Poland. Under produktionen arbetade Pati Yang ihop med sin dåvarande man Stephen Hilton. Låtarna skrev de tillsammans medan Hilton även agerade producent. Silent Treatment innebar Pati Yangs listdebut i hemlandet Polen, där det uppnådde 14:e plats. "All That Is Thirst" och "Reverse the Day" blev även singlar. "All That Is Thirst" blev något av en mindre hit och backades upp av en musikvideo i regi av Marta Pruska.
Albumet fick även en nominering vid 2005 års Nagroda Muzyczna Fryderyk för årets popalbum (album roku pop).

## Låtlista
Alla låtar är skrivna och komponerade av Pati Yang och Stephen Hilton. 
| Nr  | Titel                               | Längd |
| --- | ----------------------------------- | ----- |
| 1.  | Soul for Me                         | 4:01  |
| 2.  | Reverse the Day                     | 4:06  |
| 3.  | All That Is Thirst                  | 3:45  |
| 4.  | Unquiet                             | 3:31  |
| 5.  | Pretty Fin (Keith Tenniswood Remix) | 3:29  |
| 6.  | 19:53 Northwest                     | 4:10  |
| 7.  | Giant Cat Woman                     | 4:00  |
| 8.  | Switch Off the Sun                  | 3:29  |
| 9.  | 1986                                | 4:51  |
| 10. | Air Stands Still                    | 5:10  |
| 11. | Easy Flow                           | 4:39  |

## Medverkande
- Pati Yang – sång, visuell stil och koncept, ytterligare slagverk (6)
- Leo Abrahams – gitarr (9)
- David Arnold – Wurlitzer-piano (9)
- Zach Danziger – trummor (4)
- Mikołaj Długosz – fotografi
- Stephen Hilton – bas, gitarr, keyboard, piano, stråkarrangemang, mixning, producent
- Jake Jackson – pianotekniker
- Glenn Leyburn – omslagsdesign
- Magic Mike Marsh – mastering, ytterligare redigering
- Robert Sadowski – gitarr (3, 5, 11)

Källa

## Listplaceringar
| Lista (2005)       | Högsta position |
| ------------------ | --------------- |
| Polska albumlistan | 14              |